# Operation Wandering Soul (Vietnamkrieg)
Operation Wandering Soul war eine Propaganda-Kampagne der US-Streitkräfte während des Vietnamkrieges.

## Hintergrund
Das Unternehmen zielte als psychologische Kriegsführung auf den vietnamesischen Glauben der Irrenden Seelen (engl.: Wandering souls) des Geisterglaubens und des Ahnenkults ab. Dieser besagt, dass Verstorbene in ihrer Heimat bestattet werden müssen, oder die Seele wandert ziellos und leidend umher. Wenn demnach jemand unsachgemäß oder überhaupt nicht beigesetzt wurde, wandert dessen Seele für immer umher. Dem Glauben nach können sie an ihrem Todestag nahe dem Ort, wo sie starben bzw. bestattet wurden, kontaktiert werden. Vietnamesen ehren die Seelen der Verstorbenen an Feiertagen, wenn diese zu ihren Sterbeort zurückkehren.

## Die Operation
Ingenieure des 6th Psychological Operations Battalion (PSYOP) verwendeten Wochen darauf, unheimliche Laute und verzerrte, vietnamesische Stimmen in einem Nachhallraum aufzunehmen, welche unter anderem die Stimmen der Geister gefallener Vietkong-Kämpfer und nordvietnamesischen Soldaten im Feld darstellen sollten. Dieses Tonband wurde Ghost Tape Number 10 („Geister-Tonband Nummer 10“) genannt. Zu hören war auf den Bändern buddhistische Bestattungsmusik, stark verzerrte, unheimliche Geräusche und die Stimmen vermeintlich „Verstorbener“, diese riefen unter anderem dabei ihren Landsleuten bzw. „Familienmitgliedern“ und „Freunden“ zu, anstatt einen sinnlosen Tod zu sterben und als Geist herumzuirren, aufzugeben und nach Hause zu gehen. Ziel war es, den Feind zu demoralisieren und ihn zum Verlassen seiner Stellungen zu bewegen.
Einige US-Soldaten trugen während dieser Operation Lautsprecher-Rucksäcke, auch wurden von Fluss-Patrouillenbooten der US Navy und Hubschraubern aus mit Lautsprechern die Tonbänder zur Tages- und vor allem Nachtzeit abgespielt. Das Band wurde als so effektiv beschrieben, dass die US-Streitkräfte angewiesen wurden, dieses außerhalb der Hörweite von verbündeten südvietnamesischen Soldaten zu benutzen, wenngleich einige von ihnen im Verbund mit US-Soldaten in dessen Anwendung aktiv daran beteiligt waren.
Unterstützt wurde das Ganze von einer Reihe diverser Propaganda-Flugblätter von US-amerikanischen und australischen PSYOP-Einheiten, auf denen Fotos von gefallenen, unbeerdigten Vietkong und nordvietnamesischen Soldaten im Feld zu sehen waren, die mit vietnamesischen Texten versehen und über Feindgebiet abgeworfen wurden. Der Umfang des Erfolges des Unternehmens ist unbekannt. Vietkong-Kämpfer wurden für gewöhnlich beschossen, wenn sie auf das Tonband reagierten. Dies verwarf die angedachte Auswirkung der Operation.